# Xian de Litang
Pour les articles homonymes, voir Li Tang et Litang (soupe).

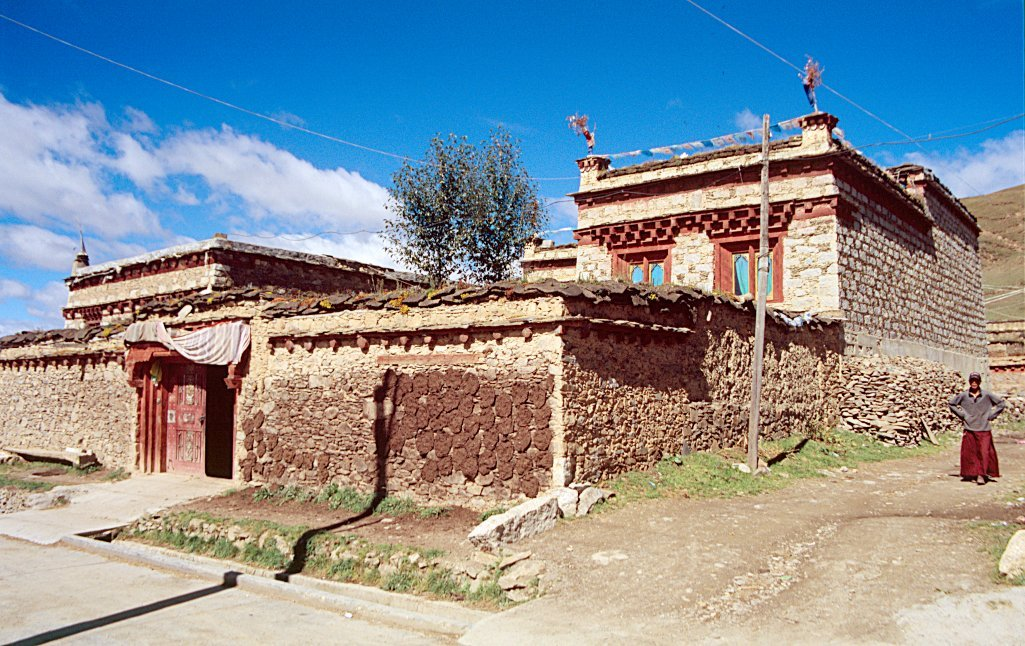
Maison tibétaine à Litang

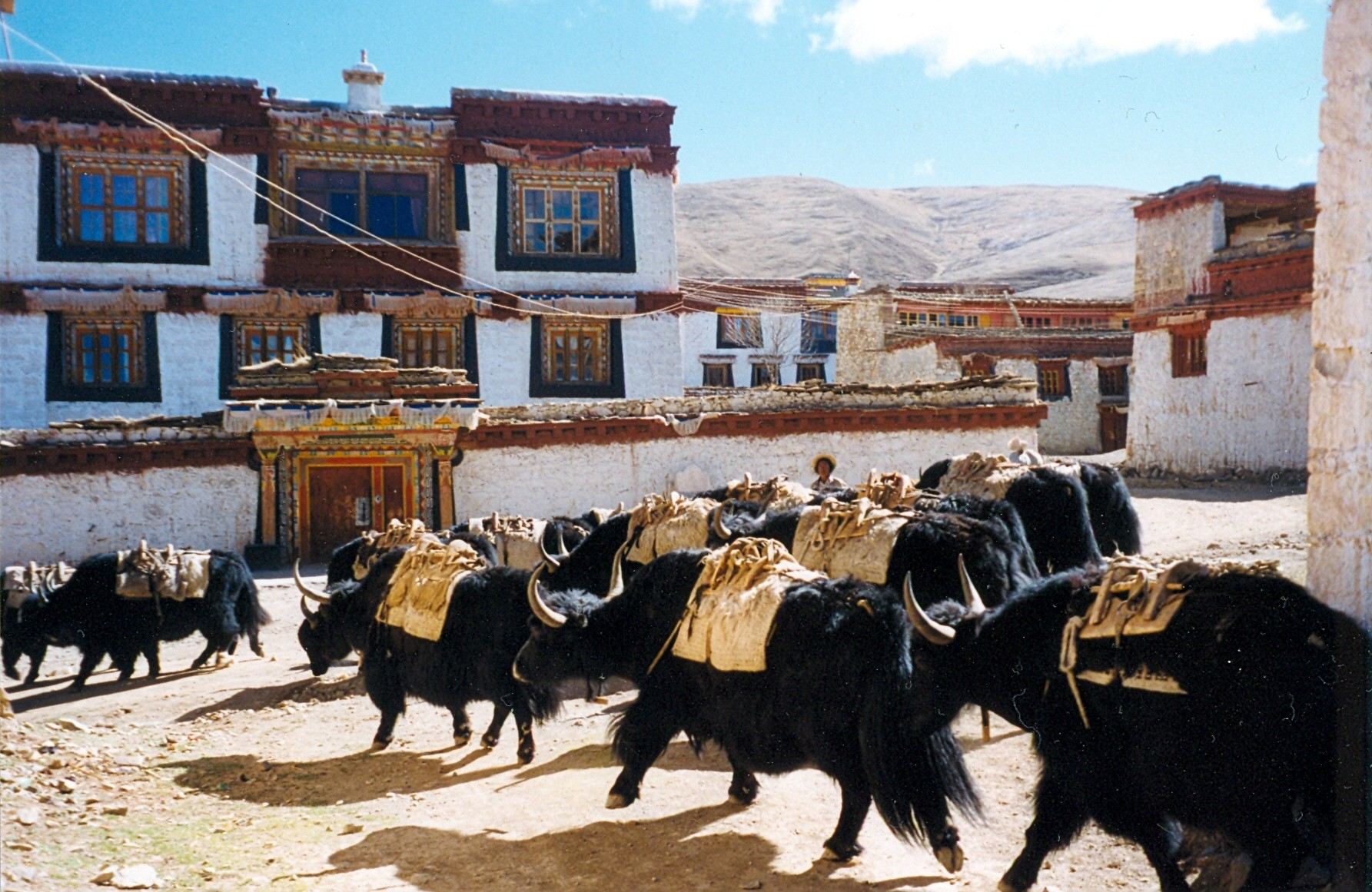
Yaks dans une ruelle du monastère Ganden Thubchen Choekhorling

Le xian de Litang (chinois : 理塘县 ; pinyin : Lǐtáng xiàn; tibétain : ལི་ཐང་རྫོང, Wylie : li thang rdzong, pinyin tibétain : Litang Zong) (autre orthographe : Lithang) est un district administratif de la province du Sichuan en Chine. Il est placé sous la juridiction de la préfecture autonome tibétaine de Garzê. Litang est situé dans le Kham, à la frontière entre le Tibet central et la Chine des plaines.

## Histoire
En 1169, le Ier Karmapa, Düsum Khyenpa, y fonda le monastère de Pangphuk. Rangjung Rigpe Dorje, XVIe karmapa (1924-1981), a visité ce monastère dans les années 1940. Il y aurait laissé des empreintes de pied dans la roche,.
Le IIIe dalaï-lama, Sonam Gyatso (1543–1588) fonda, également dans cette région, le monastère de Litang ou monastère de Thupten Jampaling.
Deux autres dalaï-lamas, le VIIe, Kelzang Gyatso, et le Xe, Tsultrim Gyatso, sont nés respectivement en 1708 et en 1816 à Litang.

### Tusi de Litang
Le Tusi de Litang intégré à la juridiction du Sichuan est formé en 1719, à la suite de sa conquête par Yue Zhongqi (en) (岳鍾琪), pendant l'expédition chinoise au Tibet de 1720. Le beau-père de Kelzang Gatso est nommé chef du tusi et le lama de Litang est nommé vice-tusi. Ce tusi durera jusqu'à 1906.
Pagbalha Geleg Namgyai, XIe Pagbalha Hutuktu est également né à Litang en 1940.

### Nyarong indépendant
À la fin des années 1840, le chef tribal Gönpo Namgyal, unifie la vallée de Nyarong, en réunissant les tusi de Dergé, de Litang et de Chakla. Il agrandit ensuite son territoire à presque tout le Kham et résiste aux pouvoirs centraux de Lhassa et Pékin.
En 1849, les Mandchous envoient une large expédition dans la vallée du Nyarong et sont défaits. En 1862, il prend le contrôle des routes des échanges et communication sino-tibétaines, brise le service postal officiel des Qing, et empêche le ravitaillement des troupes impériales stationnées au Tibet central.[réf. nécessaire]

### Invasion tibétaine
Cela donne l'occasion à Lhassa de prendre le pouvoir sur la région du Kham. Des chefs tribaux locaux demandent à Lhassa de stopper l'avancée de Gönpo. Au début de 1863, Lhassa déploie des troupes pour supprimer Gönpo et son pouvoir, il est tué en 1865.
La défaite de Gönpo Namgyal permet à Lhassa d'étendre son autorité sur Nyarlong, en y crée un bureau du haut commissaire tibétain ( Wylie : nyag rong spyi phyab) afin de gouverner la région et d'assurer son influence sur les autres parties du Kham, en faisant une de contestation entre la Chine des Qing et le gouvernement de Lhassa. Cela conduit les officiers des frontières de Qing à pousser un politique de reconquête de Nyarong comme moyen de renforcer le contrôle des Qing sur le Kham. C'est la raison de la politique ultérieure des Qing sur le Tibet central et des frontières au Sichuan. La requête de Lu Chuanlin de reconquérir ce territoire et d'y placer des gouverneurs Han est rejeté par le pouvoir Qing, de peur de froisser les relations avec Lhassa et le peuple du Kham. Les Qing décident alors de retirer les troupes du Kham et le laisser le pouvoir central du Tibet administrer les affaires de cette région. L'Expédition militaire britannique au Tibet (1903-1904), changeât la politique des Qing qui renvoyèrent des troupes au Kham.

### Retour du gouvernement chinois
Zhao Erfeng le modèle chinois et créa la province du Xikang, dont il devint amban en mars 1908 (le dernier amban du Tibet) pendant que l'Amdo devenait la province du Qinghai sous la direction de son frère Zhao Erxun.
La province du Xikang comprenait notamment la plus grande partie de l'ancienne province tibétaine du Kham, où vivent les Khampas (nom des habitants de la région du Kham), pour Robert W. Ford, il s'agit d'un sous-groupe de la population tibétaine. Les habitants de cette région sont en fait des Gyalrong orientaux, parlant le Gyalrong de l'Est, une langue qianguique, du groupe des langues birmano-qianguiques, et non tibétaine. Le Gyalrong de l'Est est également appelé en chinois Situ (chinois : 四土), en référence aux « quatre grand Tusi du Kham » (康区四大土司, kāng qū sì dà tǔsī) qui y étaient situés.

### Résistance tibétaine
Pour un article plus général, voir Chushi Gangdruk.
C'est à Litang que débuta, en 1956, la révolte des Tibétains contre l'occupant chinois (voir Histoire du Tibet). Dans un article publié dans le périodique Far Eastern Economic Review en 1975, le journaliste Chris Mullin décrit les moines de Litang comme n'étant pas des moines au sens où on l'entend en Occident. Nombre d'entre eux commerçaient pour leur propre compte, certains portaient une arme à feu et passaient une bonne partie de leur temps à des conflits violents avec des monastères rivaux. Norm Dixon ajoute que Pékin essaya de prélever des impôts sur les activités commerciales du monastère, lequel abritait 5000 moines et chapeautait 113 monastères satellites, tous vivant du travail des paysans.
En avril 2002, le moine bouddhiste Tenzin Delek Rimpoche, né à Litang, et un membre de sa famille, Lobsang Dondhup, ont été arrêtés sous l'accusation d’être les auteurs d’une série d’explosions dans la ville de Chengdu, capitale du Sichuan. Ils ont été condamnés à mort le 2 décembre de la même année.

### Troubles de 2007
Selon le TCHRD, le 1er août 2007, lors des manifestations officielles du 80e anniversaire de l’Armée de la libération populaire chinoise, plusieurs centaines de Tibétains se sont réunis pour ces cérémonies, et pour les fameuses courses de chevaux annuelles. Un nomade tibétain de 52 ans, Runggye Adak, a alors appelé au retour du Tenzin Gyatso, XIVe dalaï-lama à la libération de Gedhun Choekyi Nyima, panchen-lama et à la liberté pour le Tibet, avant d’être arrêté par la Police de Kardzé. Malgré la promesse faite par les autorités et des manifestations de soutien des populations, Ronggye Adrak est toujours détenu. La situation était très tendue et plus de 3 000 personnels des forces de l’ordre auraient été mobilisés.
L'agence Associated Press a rapporté que de nombreuses personnes ont été arrêtés à la suite de la protestation de Runggye Adak. Trois neveux de Runggye Adak furent arrêtés, l'attention de la police s'est focalisée sur Adruk Lopoe, un moine du monastère de Litang.

## Démographie
La population du district était de 46 367 habitants en 1999.

## Personnalités
- Kelzang Gyatso (1708 - 1757), 7e dalaï-lama
- Tsultrim Gyatso (1816 - 1837), 10e dalaï-lama
- Ratuk Ngawang (1926 - 2016), moine, résistant, militaire et écrivain tibétain
- Pagbalha Geleg Namgyai (né en 1940), tulkou et homme poliitique tibétain
- Tenzin Delek Rinpoché (1950 - 2015), lama bouddhiste tibétain et condamné à mort en 2002 et décédé en prison en 2015
- Runggye Adak (né en 1955), nomade tibétain et prisonnier politique incarcéré de 2007 à 2015 à cause de ses déclarations lors du festival du cheval de Litang

## Festivités
Chaque année, à Litang, se déroule la Fête du cheval, manifestation consistant en courses de chevaux, démonstrations de prouesse équestre et concours de danse.